# レイ・ケネディ (ロックミュージシャン)
レイ・ケネディ（Raymond Louis Kennedy、1946年11月26日 - 2014年2月16日）はアメリカ、フィラデルフィア出身のシンガーソングライター、プロデューサー。後に同名のカントリーシンガーがデビューしたため、レイモンド・ルイス・ケネディと表記されることもある。

## プロフィール
幼年期からジャズを聴き始め、9歳でサックスを独学で始めた。14歳にはジェリー・マリガンと共演し、またケニー・ギャンブルのプロジェクトに参加し、レコーディングに参加した。
1963年にはジョン&レイというグループを組み、アトランティック・レコードと契約したが、結局発売されなかった。1968年にはグループ・セラピイのメンバーに加わった。1970年にはクリーム・レコードからアルバム「Raymond Louis Kennedy」でソロデビューしたが、不発に終わった。
1976年にはデイヴィッド・ゲフィンに誘われ、カーマイン・アピスとバリー・ゴールドバーグ、マイク・ブルームフィールド、リック・グレッチらとバンドKGBを結成。バンドの名称の由来はケネディ、ゴールドバーグ、ブルームフィールドの頭文字をとったものだった。しかし、メインメンバーのマイク・ブルームフィールドがすぐに脱退するなどメンバーチェンジが激しく、MCAレコードからアルバムが2枚リリースされるにとどまった。
1980年にはソロアルバム「Ray Kennedy」（日本題：ロンリー・ガイ）がリリース。デイヴィッド・フォスターやTOTOのメンバーが参加し、シングル曲「You Oughta Know By Now」（邦題はアルバムと同じ「ロンリー・ガイ」）は日本ではカルピスの清涼飲料水「B&L」のCMソングに起用され、オリコンシングルチャートで最高61位を記録した。
1984年にはマイケル・シェンカー・グループの一員として西武球場他で行われたロック・フェスティバル「SUPER ROCK '84 IN JAPAN」に参加。
1988年にはローラ・ブラニガンとパティ・キムが歌唱したソウルオリンピック開会式テーマ曲の「Take Me Away」を作曲。
1995年にはフリートウッド・マックのアルバム「Time」に参加している。
2014年2月16日にロス・アンジェルスの自宅にて逝去。67歳だった。  